# The Happy Ending (1969)
The Happy Ending is een Amerikaanse dramafilm uit 1969 onder regie van Richard Brooks.

## Verhaal
Na zestien jaar houdt Mary haar huwelijk met de rijke Fred Wilson voor bekeken. Ze reist naar de Bahama's en vindt er steun bij haar vrienden Sam en Flo. Na haar terugkeer in de Verenigde Staten heeft ze de moed gevat om een scheiding aan te vragen.

## Rolverdeling
| Acteur            | Personage        |
| ----------------- | ---------------- |
| Jean Simmons      | Mary Wilson      |
| John Forsythe     | Fred Wilson      |
| Shirley Jones     | Flo Harrigan     |
| Lloyd Bridges     | Sam              |
| Teresa Wright     | Mevrouw Spencer  |
| Dick Shawn        | Harry Bricker    |
| Nanette Fabray    | Agnes            |
| Bobby Darin       | Franco           |
| Tina Louise       | Helen Bricker    |
| Kathy Fields      | Marge Wilson     |
| Karen Steele      | Gescheiden vrouw |
| Gail Hensley      | Betty            |
| Eve Brent         | Ethel            |
| William O'Connell | Dominee          |
| Barry Cahill      | Knappe man       |